# Campanula cochleariifolia
La campanula dei ghiaioni (nome scientifico Campanula cochleariifolia Lam., 1785) è una pianta erbacea perenne, dai fiori blu a forma di campana, appartenente alla famiglia delle Campanulaceae.

## Etimologia
Il nome generico (campanula) deriva dalla forma a campana del fiore; in particolare il vocabolo deriva dal latino e significa: piccola campana.
Dalle documentazioni risulta che il primo ad usare il nome botanico di “Campanula” sia stato il naturalista belga Rembert Dodoens, vissuto fra il 1517 e il 1585. Tale nome comunque era in uso già da tempo, anche se modificato, in molte lingue europee. Infatti nel francese arcaico queste piante venivano chiamate “Campanelles” (oggi si dicono “Campanules” o “Clochettes”), mentre in tedesco vengono dette “Glockenblumen” e in inglese “Bell-flower” o “Blue-bell”. In italiano vengono chiamare “Campanelle”. Tutte forme queste che derivano ovviamente dalla lingua latina. L'epiteto specifico (“cochleariifolia”) deriva dalla parola greca "kochlarion" o dal latino "cocleare" (= "cucchiaio") e insieme alla seconda parte del nome (folia) significa "con foglie a forma di cucchiaio" e fa riferimento alle sue foglie basali rotonde (o anche "simile alle foglie di Cochlearia" dove Cochlearia L. è un genere di piante della famiglia delle Brassicaceae). Il nome comune (“dei ghiaioni”) deriva dall'habitat nel quale si trova più frequentemente questa pianta.
Il nome scientifico di questa specie è stato definito per la prima volta dal naturalista, zoologo, botanico enciclopedista e chimico francese Jean-Baptiste de Lamarck (1744-1829) nella pubblicazione "Encyclopédie méthodique. Botanique. Paris - 1 (2):. 578 1785" del 1785.

## Descrizione
Queste piante possono arrivare fino a 5 – 15 cm di altezza (massimo 30 cm). La forma biologica è emicriptofita scaposa (H scap), ossia in generale sono piante erbacee, a ciclo biologico perenne, con gemme svernanti al livello del suolo e protette dalla lettiera o dalla neve e sono dotate di un asse fiorale eretto e spesso privo di foglie. Se stropicciata o spezzata la pianta rilascia un succo lattiginoso (contengono infatti lattice lattescente e accumulano inulina).

### Radici
La radice è secondaria e si dirama dal rizoma. 

### Fusto
- Parte ipogea: la parte ipogea del fusto consiste in un rizoma sottile ma tenace e ramoso; il portamento di questo rizoma è strisciante tra i sassi e forma un tappeto con le foglie basali che si appoggiano ai suoi fascetti sterili (fusti senza fiori).
- Parte epigea: la parte epigea del fusto è composta da diversi fusti ascendenti e gracili, questi si presentano inoltre nudi e incurvati nella parte alta.

### Foglie

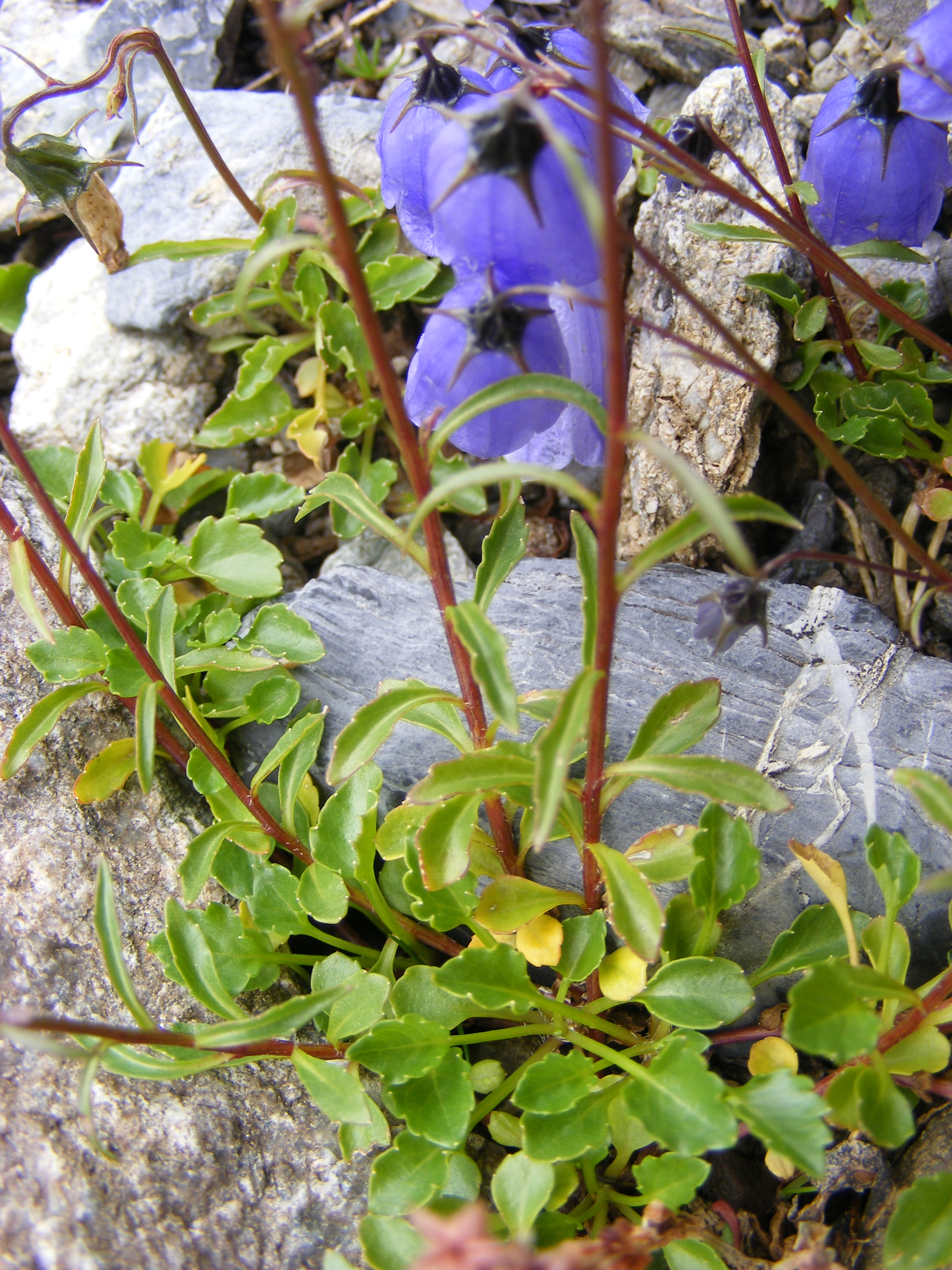
Le foglie

Tutte le foglie sono semplici e quelle lungo il fusto sono disposte in modo alterno.
- Foglie basali: le foglie basali possono espandersi come un tappeto (appoggiandosi alla parte strisciante del fusto), hanno la lamina cuoriforme o subrotonda e sono grossamente dentate. Contrariamente ad altre specie simili le foglie basali sono persistenti alla fioritura. Dimensione delle foglie basali: larghezza 8 – 10 mm; lunghezza 7 – 12 mm.
- Foglie cauline: le foglie cauline sono più allungate e progressivamente sempre più ristrette fino ad apparire filiformi e lineari. Anche queste foglie sono dentate. Dimensione delle foglie cauline: quelle inferiori 4 x 7 mm; quelle superiori 3 x 22 mm.

### Infiorescenza

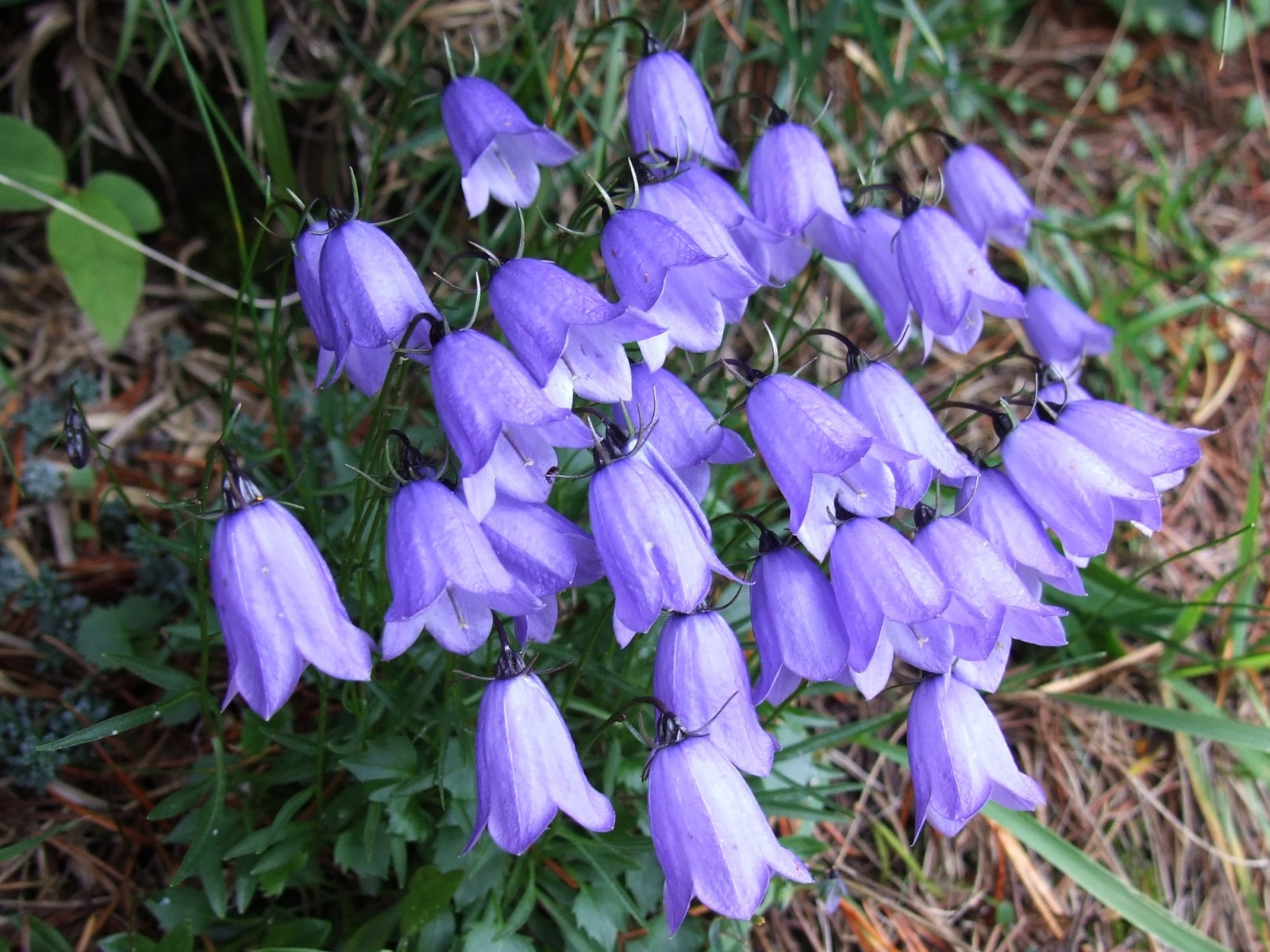
Infiorescenza

Per ogni fusto si ha normalmente un racemo di uno o due fiori (raramente fino a 6). Ma dal momento che ogni pianta può generare numerosi fusti fiorali, nel complesso questa specie si presenta sempre come un tappeto di fiori. 

### Fiori

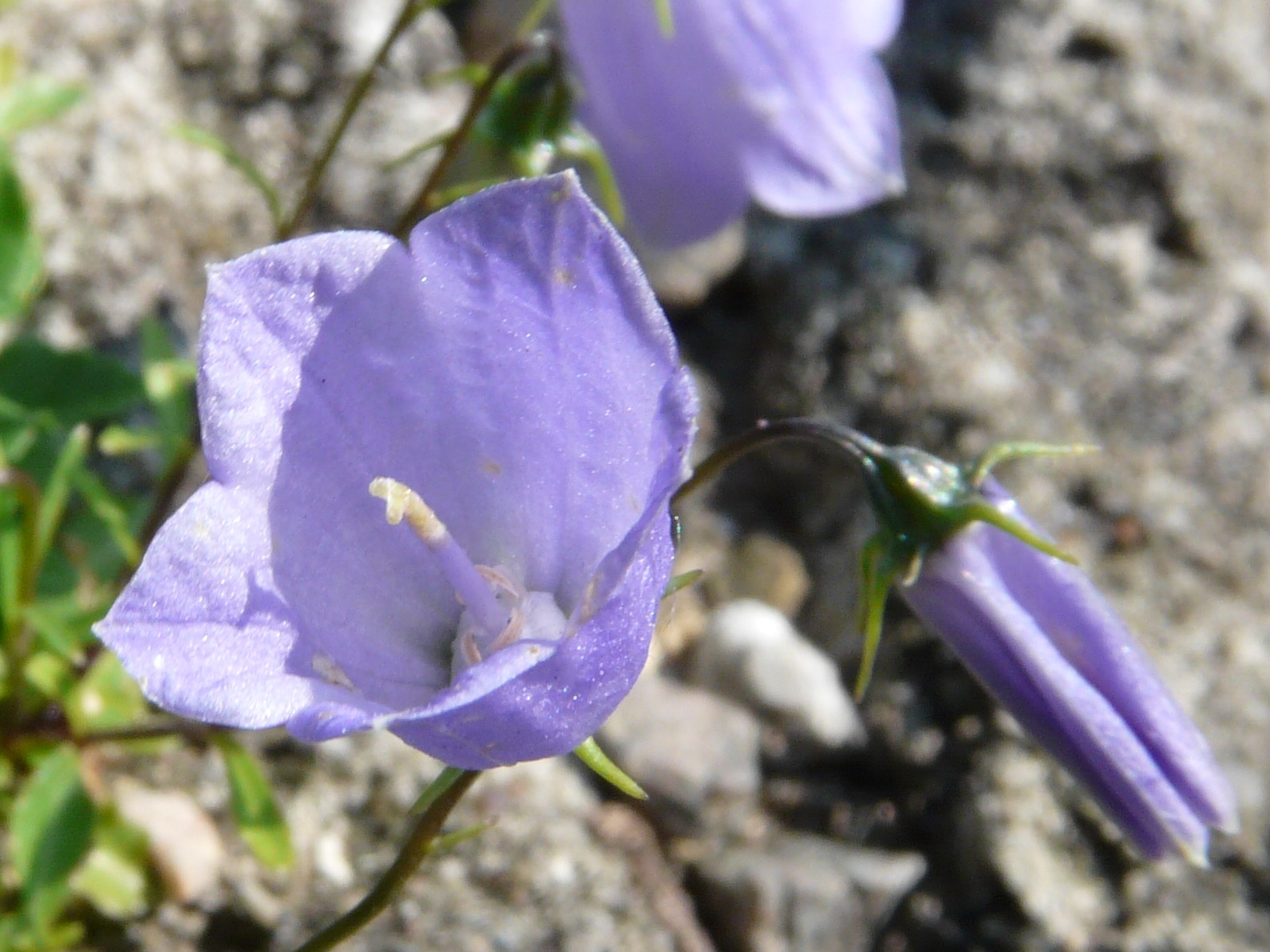
Il fiore

I fiori sono tetra-ciclici, ossia sono presenti 4 verticilli: calice – corolla – androceo – gineceo (in questo caso il perianzio è ben distinto tra calice e corolla) e pentameri (ogni verticillo ha 5 elementi). I fiori sono gamopetali, ermafroditi e attinomorfi. Il fiore può essere lungo dai 10 ai 20 mm e più e si presenta pendulo tramite un peduncolo la cui grossezza è pari alla ramificazione finale de fusto. I boccioli sono penduli come i fiori.
- Formula fiorale: per questa pianta viene indicata la seguente formula fiorale:

K (5), C (5), A (5), G (2-5), infero, capsula

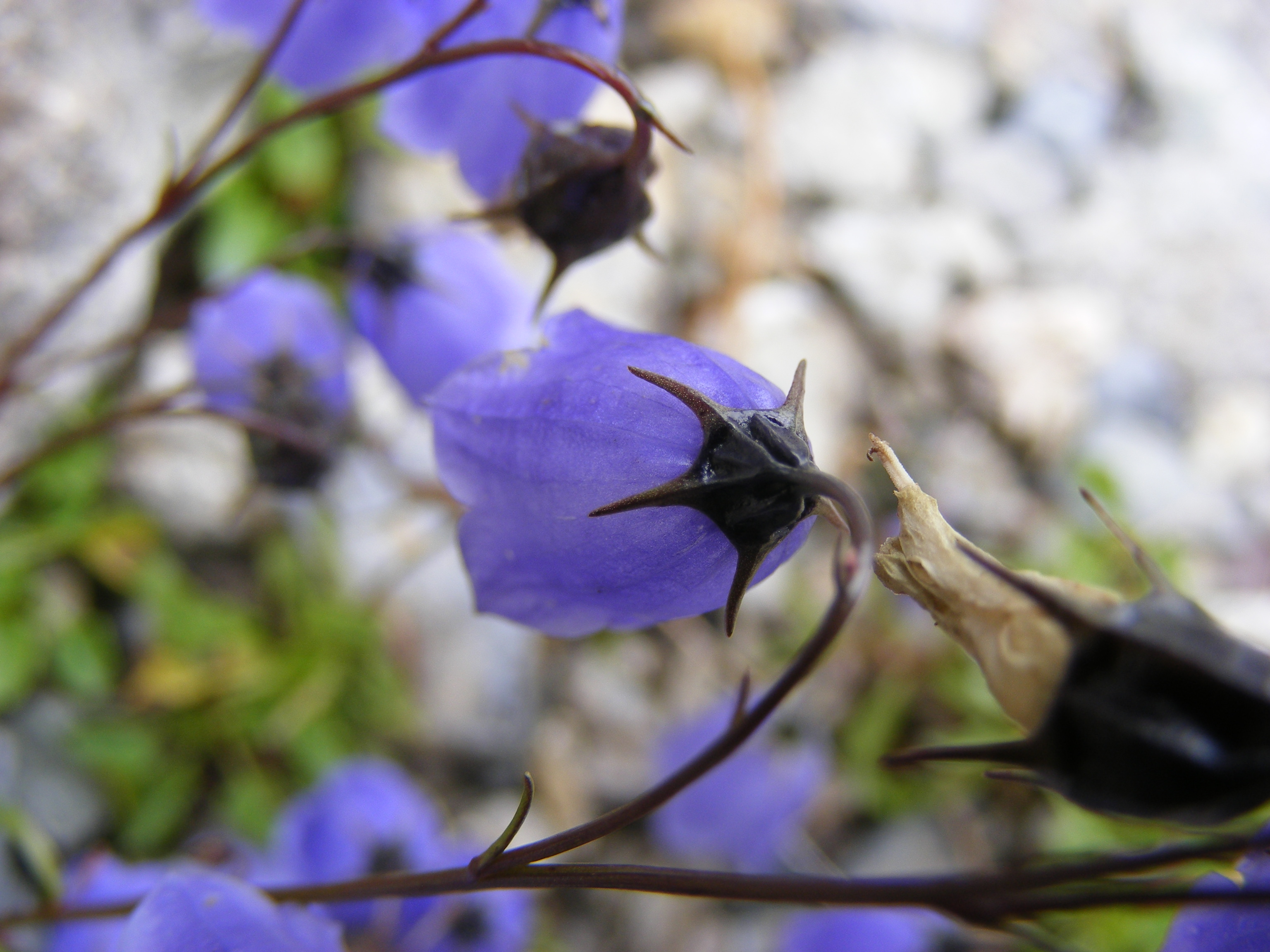
Il calice

- Calice: il calice ha delle lacinie erette e un po' patenti la cui lunghezza è circa la metà del calice. Dimensione delle lacinie : 3 – 8 mm.
- Corolla: il colore della corolla è azzurro – violetto a volte pallido. È divisa in 5 lobi, ma in certi individui gli elementi della corolla possono trovarsi in soprannumero. La lunghezza dei lobi non raggiunge 1/3 della lunghezza totale della corolla. Dimensione della corolla : 10 – 20 mm.
- Androceo: gli stami dell'androceo sono 5 con antere, libere (ossia saldate solamente alla base) e filamenti sottili ma membranosi alla base. Le antere sono più brevi dei filamenti staminali. Il polline è 3-porato, spinuloso e rosato oppure giallastro.
- Gineceo: lo stilo del gineceo è unico con 3 stigmi (trilobo). L'ovario è infero, 3-loculare con placentazione assile (centrale), formato da 3 carpelli (ovario sincarpico) ed è liscio. Lo stilo possiede dei peli per raccogliere il polline.
- Fioritura: da (giugno) luglio ad agosto.

### Frutti
Il frutto è una capsula pendula e deiscente, triloculare con molti semi. La capsula è deiscente per valve basali.

## Riproduzione
- Impollinazione: l'impollinazione avviene tramite insetti (impollinazione entomogama - api e farfalle anche notturne). In queste piante è presente un particolare meccanismo a "pistone": le antere formano un tubo nel quale viene rilasciato il polline raccolto successivamente dai peli dallo stilo che nel frattempo si accresce e porta il polline verso l'esterno.[9]
- Riproduzione: la fecondazione avviene fondamentalmente tramite l'impollinazione dei fiori (vedi sopra).
- Dispersione: i semi cadendo a terra (dopo essere stati trasportati per alcuni metri dal vento, essendo molto minuti e leggeri – disseminazione anemocora) sono successivamente dispersi soprattutto da insetti tipo formiche (disseminazione mirmecoria).

## Distribuzione e habitat

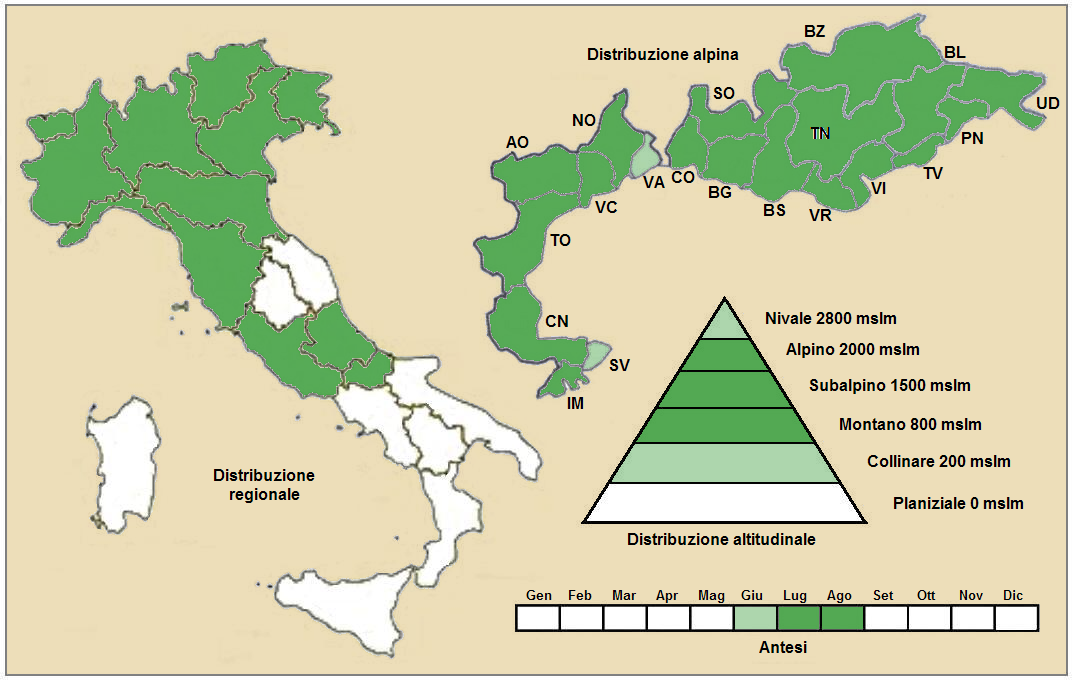
Distribuzione della pianta
(Distribuzione regionale – Distribuzione alpina)

- Geoelemento: il tipo corologico della specie (area di origine) è Orofita - Sud Europeo. Quindi si tratta di una specie montana dell'Europa meridionale; con un areale che dalla Penisola Iberica arriva fino ai Balcani ed eventualmente Caucaso e Anatolia.
- Distribuzione: questa specie è distribuita in Europa e in America Settentrionale con alcune presenze sporadiche nel resto del globo; in Italia è comune e si trova sulle Alpi e nell'Appennino Centro-settentrionale. Sugli altri rilievi europei collegati alle Alpi si trova nella Foresta Nera, Vosgi, Massiccio del Giura, Pirenei, Alpi Dinariche, Monti Balcani e Carpazi.[11]
- Habitat: questa pianta frequenta in preferenza le zone alpine fra i ghiaioni e macereti; ma è possibile trovarla anche nei campi e lungo i muri (o anche rocce verticali in alta quota), oppure lungo i corsi d'acqua. Il substrato preferito è calcareo ma anche calcareo/siliceo con pH basico, bassi valori nutrizionali del terreno che deve essere umido.[11]
- Distribuzione altitudinale: sui rilievi queste piante si possono trovare da 800 ai 3000 m s.l.m.; frequentano quindi i seguenti piani vegetazionali: montano, subalpino e alpino, e in parte quello collinare e quello nivale.

### Fitosociologia
Dal punto di vista fitosociologico Campanula cochleariifolia appartiene alla seguente comunità vegetale:
Formazione : comunità delle fessure e delle rupi e dei ghiaioni
Classe : Asplenietea trichomanis
Ordine : Potentilletalia caulescentis

## Tassonomia
La famiglia di appartenenza della Campanula cochleariifolia (Campanulaceae) è relativamente numerosa con 89 generi per oltre 2000 specie (sul territorio italiano si contano una dozzina di generi per un totale di circa 100 specie); comprende erbacee ma anche arbusti, distribuiti in tutto il mondo, ma soprattutto nelle zone temperate. Il genere di questa voce appartiene alla sottofamiglia Campanuloideae (una delle cinque sottofamiglie nella quale è stata suddivisa la famiglia Campanulaceae) comprendente circa 50 generi (Campanula è uno di questi). Il genere Campanula a sua volta comprende 449 specie (circa 50 nella flora italiana) a distribuzione soprattutto circumboreale, ossia hanno origine dai territori delle zone temperate dell'emisfero boreale (una ventina e forse più sono originarie dell'America del Nord). È comunque dalle regioni mediterranee che si pensa abbia avuto inizio la distribuzione, nel resto del mondo, di queste piante.

Il Sistema Cronquist assegna al genere Campanula la famiglia delle Campanulaceae e l'ordine delle Campanulales mentre la moderna classificazione APG la colloca nell'ordine delle Asterales (stessa famiglia). Sempre in base alla classificazione APG IV sono cambiati anche i livelli superiori (vedi tabella in testa a questa voce).

Il numero cromosomico di C. cochleariifolia è: 2n = 34.

### Variabilità
La specie è molto polimorfa sia per la presenza o no di peli (da quasi glabra a densamente ispida) che nella forma della corolla (da normalmente campanulata, a emisferica, o anche imbutiforme) che nella forma delle foglie basali, ma anche nel colore del fiore.

### Ibridi
La Campanaula cochleariifolia con la  Campanula scheuchzeri forma il seguente ibrido:
- Campanula x murrii Dalla Torre & Sarnth., 1912

### Sinonimi
Questa entità ha avuto nel tempo diverse nomenclature. L'elenco seguente indica alcuni tra i sinonimi più frequenti:
- Campanula bellardii  All.
- Campanula bellardii var. delpontei  (Chabert) Bég.
- Campanula bellardii var. hoppeana  (Rupr. ex Rchb.) Bég.
- Campanula bellardii var. paniculata  (Nägeli ex Rchb.) Bég.
- Campanula bellardii var. pubescens  (F.W.Schmidt) Bég.
- Campanula cespitosa var. bellardii  (All.) Nyman
- Campanula cespitosa var. pubescens  (F.W.Schmidt) A.DC.
- Campanula cespitosa subsp. pubescens  (F.W.Schmidt) Arcang.
- Campanula cochleariifolia f. anagalloides  Hruby
- Campanula cochleariifolia var. bellardii  (All.) Hayek & Hegi
- Campanula cochleariifolia var. brachyantha  (Murr) Dalla Torre & Sarnth.
- Campanula cochleariifolia f. brachyantha  (Murr) Hruby
- Campanula cochleariifolia subsp. croatica  Hruby
- Campanula cochleariifolia f. delpontei  (Chabert) Vacc.
- Campanula cochleariifolia f. densa  (Gsaller) Vacc.
- Campanula cochleariifolia var. descensa  (Beck) Savul.
- Campanula cochleariifolia f. elongata  Hruby
- Campanula cochleariifolia var. foliosa  (Kra?an) Dalla Torre & Sarnth.
- Campanula cochleariifolia var. foudrasii  (Jord.) Vacc.
- Campanula cochleariifolia var. gracilis  (Nyman) Vacc.
- Campanula cochleariifolia var. hauryi  (Schott, Nyman & Kotschy) Hayek & Hegi
- Campanula cochleariifolia f. hauryi  (Schott, Nyman & Kotschy) Hruby
- Campanula cochleariifolia var. hoppeana  (Rupr. ex Rchb.) Vacc.
- Campanula cochleariifolia f. hoppeana  (Rupr. ex Rchb.) Hruby
- Campanula cochleariifolia f. javorkae  Hruby
- Campanula cochleariifolia var. mathonetii  (Jord. ex Gren. & Godr.) Vacc.
- Campanula cochleariifolia f. mathonetii  (Jord. ex Gren. & Godr.) Hruby
- Campanula cochleariifolia f. modesta  (Schott, Nyman & Kotschy) Hruby
- Campanula cochleariifolia f. multiflorens  Hruby
- Campanula cochleariifolia var. paniculta  (Nägeli ex Rchb.) Dalla Torre & Sarnth.
- Campanula cochleariifolia var. pirinica  (Velen.) Hayek
- Campanula cochleariifolia f. pseudomodesta  Hruby
- Campanula cochleariifolia var. pubescens  (F.W.Schmidt) Dalla Torre & Sarnth.
- Campanula cochleariifolia var. pulchella  (Gren. & Godr.) Vacc.
- Campanula cochleariifolia f. ramulosa  Witasek ex Vacc.
- Campanula cochleariifolia subsp. reflexa  (Schur) Hruby
- Campanula cochleariifolia var. renatii  (Sennen) P.Monts.
- Campanula cochleariifolia subsp. septentrionalis  Hruby
- Campanula cochleariifolia var. subacaulis  (Murr) Hruby
- Campanula cochleariifolia f. subcaespitosa  Hruby
- Campanula cochleariifolia var. subramulosa  (Jord. ex Gren. & Godr.) Vacc.
- Campanula cochleariifolia var. tenella  (Jord.) Vacc.
- Campanula cochleariifolia f. tenella  (Jord.) Hruby
- Campanula cochleariifolia f. tubulosa  (Chabert) Vacc.
- Campanula cochleariifolia f. tyrolensis  (Schott, Nyman & Kotschy) Vacc.
- Campanula cochleariifolia f. umbrosa  (J.Hofm.) Vacc.
- Campanula cochleariifolia var. umbrosa  (J.Hofm.) Dalla Torre & Sarnth.
- Campanula cochleariifolia var. vagans  (J.Hofm.) Dalla Torre & Sarnth.
- Campanula cochleariifolia f. venusta  (Schur) Hruby
- Campanula cochleariifolia f. veronicae  Hruby
- Campanula compacta  Hegetschw.
- Campanula foudrasii  Jord.
- Campanula glacialis  Shuttlew.
- Campanula gracilis  Jord. [Illegitimate]
- Campanula hauryi  Schott, Nyman & Kotschy
- Campanula hochstetteri  Schott, Nyman & Kotschy
- Campanula leucanthemifolia  Pourr.
- Campanula mathonetii  Jord. ex Gren. & Godr.
- Campanula minutissima  Schur
- Campanula mixta  Hegetschw.
- Campanula modesta  Schott, Nyman & Kotschy
- Campanula notata  Schott, Nyman & Kotschy
- Campanula parvula  Jord.
- Campanula perneglecta  Schott, Nyman & Kotschy
- Campanula pubescens  F.W.Schmidt
- Campanula pubescens  Hegetschw. [Illegitimate]
- Campanula pulchella  Jord. [Illegitimate]
- Campanula pumila  Sims [Illegitimate]
- Campanula pusilla  Haenke
- Campanula pusilla var. bellardii  (All.) DC.
- Campanula pusilla var. brachyantha  Murr
- Campanula pusilla subsp. caespitosa  Nyman
- Campanula pusilla var. calycina  Willk.
- Campanula pusilla var. delpontei  Chabert
- Campanula pusilla f. densa  Gsaller
- Campanula pusilla var. descensa  Beck
- Campanula pusilla var. foliosa  Kra?an
- Campanula pusilla var. foudrasii  (Jord.) Nyman
- Campanula pusilla var. gracilis  Nyman
- Campanula pusilla f. hauryi  (Schott, Nyman & Kotschy) Hayek
- Campanula pusilla f. hirciana  Vuk.
- Campanula pusilla var. hochstetteri  (Schott, Nyman & Kotschy) Nyman
- Campanula pusilla var. hoppeana  Rupr. ex Rchb.
- Campanula pusilla f. imbricata  Vuk.
- Campanula pusilla var. leucanthemifolia  (Pourr.) Nyman
- Campanula pusilla var. mathonetii  (Jord. ex Gren. & Godr.) Nyman
- Campanula pusilla var. minutissima  Schur
- Campanula pusilla var. modesta  (Schott, Nyman & Kotschy) Nyman
- Campanula pusilla subsp. notata  (Schott, Nyman & Kotschy) Nyman
- Campanula pusilla var. notata  (Schott, Nyman & Kotschy) Wohlf.
- Campanula pusilla var. paniculata  Nägeli ex Rchb.
- Campanula pusilla var. parvula  (Jord.) Nyman
- Campanula pusilla var. pinguis  Gren. & Godr.
- Campanula pusilla var. pirinica  Velen.
- Campanula pusilla var. pubescens  DC.
- Campanula pusilla var. pulchella  Gren. & Godr.
- Campanula pusilla var. reflexa  (Schur) Nyman
- Campanula pusilla var. subacaulis  Murr
- Campanula pusilla var. subramulosa  (Jord. ex Gren. & Godr.) Cariot & St.-Lag.
- Campanula pusilla var. tenella  (Jord.) Cariot & St.-Lag.
- Campanula pusilla subsp. tenella  (Jord.) Rouy
- Campanula pusilla var. tubulosa  Chabert
- Campanula pusilla var. tyrolensis  (Schott, Nyman & Kotschy) Nyman
- Campanula pusilla f. umbrosa  J.Hofm.
- Campanula pusilla var. umbrosa  (J.Hofm.) Beck
- Campanula pusilla f. vagans  J.Hofm.
- Campanula pusilla var. venusta  (Schur) Nyman
- Campanula pusilla var. veronicifolia  Sennen
- Campanula reflexa  Schur
- Campanula renatii  Sennen
- Campanula rotundifolia var. cochleariifolia  (Lam.) Fiori
- Campanula rotundifolia var. hauryi  (Schott, Nyman & Kotschy) Nyman
- Campanula rotundifolia var. pusilla  (Haenke) Willd.
- Campanula rotundifolia subsp. pusilla  (Haenke) Lapeyr.
- Campanula stolonifera  Mignot
- Campanula subramulosa  Jord. ex Gren. & Godr.
- Campanula tenella  Jord. [Illegitimate]
- Campanula tyrolensis  Schott, Nyman & Kotschy
- Campanula venusta  Schur

### Specie simili
Nella tabella seguente sono messi a confronto i caratteri morfologici delle due specie (Campanula scheuchzeri e Campanula rotundifolia)  molto simili alla Campanula cochleariifolia :
|                         | Rotundifolia                             | Scheuchzeri                                 | Cochleariifolia                 |
| Altezza                 | 60 cm                                    | 30 cm                                       | 15 cm                           |
| Foglie basali           | con picciolo, rotonde                    | cuoriformi, assenti alla fi.                | ovali o subrotonde              |
| Foglia cauline          | lineari-lanceolate                       | lineari canalicolate                        | progressivamente ristrette      |
| Infiorescenza           | racemo pauciflora anche su rami laterali | fiore unico (raro 2-3)                      | racemi (2-6 fiori)              |
| Fiore                   | bocciolo eretto, fiore pendulo           | bocciolo pendulo, fiore eretto, poi pendulo | bocciolo pendulo, fiore pendulo |
| Corolla                 | 12–25 mm                                 | 16–25 mm                                    | 10–20 mm                        |
| Androceo                | antere lunghe come i filamenti           | antere più lunghe dei filamenti             | antere più brevi dei filamenti  |
| Gineceo                 | ovario glabro o papilloso                | ovario liscio                               | ovario liscio                   |
| Distribuzione in Italia | Nord                                     | Nord - Centro                               | Nord - Centro                   |
| Altitudine              | 100 – 2000 m                             | 1400 – 2600 m                               | 800 – 3000 m                    |
| Habitat                 | prati, pendii sassosi                    | pascoli e brughiere                         | ghiaioni e macereti             |

## Usi

### Cucina
In certe zone montane si usano i fiori e le foglie come insalata.

## Altre notizie
La campanula cochleariifolia in altre lingue è chiamata nei seguenti modi:
- (DE)  Niedliche Glockenblume
- (FR)  Campanule à feuilles de cranson
- (EN)  Fairy's Thimble